# Johan Helsingius
Johan Helsingius, detto Julf (Helsinki, 4 marzo 1961), è un informatico finlandese, noto come hacker per avere creato il remailer anon.penet.fi.

## Biografia
Nel 1997 ha ricevuto il sesto Annual Pioneer Awards della Electronic Frontier Foundation assieme a Marc Rotenberg e Hedy Lamarr.